# Justizsenat Ehrenbreitstein
Der Justizsenat Ehrenbreitstein war ein Gericht in Kurtrier, dem Herzogtum Nassau und Preußen.
Bereits in Kurtrier war die Festung Ehrenbreitstein auch Sitz eines Gerichtes. Mit dem Reichsdeputationshauptschluss 1803 fiel dieses an Nassau-Weilburg und ging 1806 im Herzogtum Nassau auf. Nassau übernahm den Justizsenat Ehrenbreitstein. Er war im Herzogtum Nassau ein Gericht zunächst zweiter Instanz. Das bisherige Hofgericht mit Sitz in Weilburg, welches in Nassau-Weilburg Gericht zweiter Instanz gewesen war, wurde aufgelöst. Neben dem Justizsenat Ehrenbreitstein bestand noch das Hofgericht Wiesbaden (und übergangsweise die Regierung Hachenburg für die ehemals oranischen Gebiete). Der Justizsenat Ehrenbreitstein (auch als Hofgericht Ehrenbreitstein bezeichnet) war insbesondere für die früheren Kurkölner und Kurtrierischen Gebiete an Rhein und Lahn zuständig. Daneben war der Justizsenat Ehrenbreitstein Gericht erster Instanz für die privilegierten Gerichtsstände (Adelige). Übergeordnetes Gericht war das Oberappellationsgericht Hadamar.
Am 11. November 1806 wurde dem Hofgericht Ehrenbreitstein die Funktion eines zweitinstanzlichen Gerichtes zum 1. Januar 1807 entzogen.
Auf dem Wiener Kongress wurden umfangreiche Gebietstausche zwischen Nassau und Preußen vereinbart. Am 31. Mai 1815 trat das nunmehrige niederländische Königshaus Oranien seine nassauischen Erblande an Preußen ab. Diese und die Niedergrafschaft Katzenelnbogen wurden von Preußen an das Herzogtum Nassau abgegeben, wofür der größte Teil des Regierungsbezirks Ehrenbreitstein und kleinere andere Gebiete an Preußen abgetreten wurden.
In Preußen wurde der Justizsenat Ehrenbreitstein mit Kabinettsorder vom 4. Mai 1820 zum Obergericht für den rechtsrheinische Teil des Regierungsbezirk Koblenz in den Rheinprovinzen bestimmt. Da rechts des Rheins, im vormals Nassauischen, anders als links des Rheins und im vormaligen Herzogtum Berg, das französische Recht nicht eingeführt war und man dieses fremde Recht nicht auf weitere Gebiete ausdehnen wollte, wurde diese organisatorische Trennung für notwendig gehalten. Der Justizsenat war nun in zweiter Instanz für eine Vielzahl von staatlichen und Patrimonialgerichten zuständig und dem Revisionshof zu Berlin unterstellt.
Im Januar 1821 wurde der Justizsenat unter Beibehaltung seines Namens nach Koblenz verlegt. Dort bildete er eine Abteilung des Landgerichtes Koblenz unter der Leitung von dessen Präsidenten. Zum 1. Oktober 1842 wurde der Justizsenat wieder nach Ehrenbreitstein verlegt, wo er vor Fertigstellung des Justizgebäudes im Stadthaus (Coenenpalais) untergebracht war.
Nach der Aufhebung der Patrimonialgerichte 1849/1850 war der Senat als preußisches Appellationsgericht in zweiter Instanz für die Kreisgerichte Wetzlar, Altenkirchen und Neuwied zuständig.
Mit dem am 1. Oktober 1879 in Kraft getretenen Deutschen Gerichtsverfassungsgesetz vom 27. Januar 1877 wurde der Justizsenat Ehrenbreitstein aufgehoben. Gerichte erster Instanz waren nun die Amtsgerichte, darunter das Amtsgericht Ehrenbreitstein; als zweite Instanz wurde das Landgericht Neuwied gebildet.

## Richter

### Direktoren
- Joseph Wurzer 1820–1843, Präsident des Landgerichtes Koblenz
- Schepers 1843–1846
- Grundschöttel 1847–1851
- von Schwartzkoppen 1851–1870 (ab 1868 mit dem Charakter als Präsident)
- Ludwig von Beughem 1870–1879 (mit dem Charakter Präsident)[12]

### Weitere Richter
- Alexander Bachem (1837–1838)
- Carl Xaver Dopfer